# Manushi Chhillar
Manushi Chhillar (ur. 14 maja 1997 w Rohtak) – indyjska modelka i zwyciężczyni konkursu Miss World 2017. Manushi ukończyła szkołę St. Thomas' School w Delhi, a następnie zapisała się na studia MBBS w Bhagat Phool Singh Government Medical College for Women w Sonipat. W czasie studiów reprezentowała stan Hariana podczas konkursu Femina Miss India 2017, który wygrała. Chhillar jest szóstą hinduską, która zdobyła tytuł Miss World.